# Marco Schuler
Marco Schuler (* 1972 in Bühl) ist ein deutscher Künstler, der sich mit den Medien Video, Skulptur und Malerei auseinandersetzt.

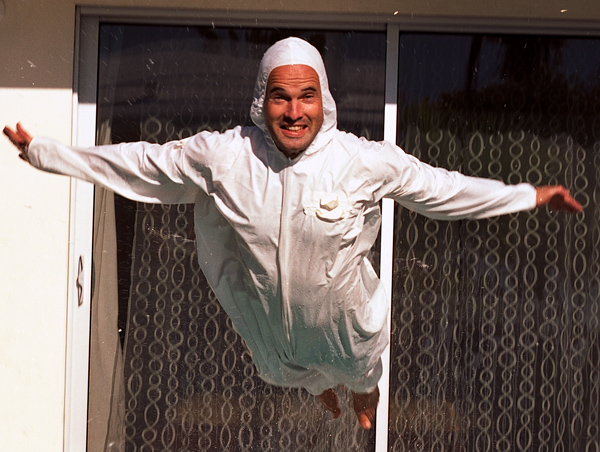
Marco Schuler

## Leben
Marco Schuler studierte zunächst 1993 Philosophie an der Albert-Ludwigs-Universität in Freiburg. Im Folgejahr wechselte er an die Akademie der Bildenden Künste München um Bildhauerei zu studieren. 1995 fand in der Müllerstraße in München das Gruppenprojekt München liegt am Meer statt, an dem er beteiligt war. Im vom Mainzer Sender ZDF ausgelobten Kleinplastik-Wettbewerb wurde er 1996 prämiert. 1998 wurde er Meisterschüler des Objektkünstlers Olaf Metzel und 1999 bildete er sich als Stipendiat an der Villa Arson in Nizza weiter. Ein Projektstipendium der Steiner-Stiftung, München, schloss sich im Jahr 2000 an. Nach Erhalt des Diploms 2001 fanden 2002 seine ersten Einzelausstellungen statt. Ein weiteres Projektstipendium, ermöglicht vom DAAD, führte ihn 2002 nach Los Angeles. Auch 2003 wurde er durch Fördergelder und Atelierstipendien unterstützt. 2004 erhielt er den Bayerischen Kunstförderpreis für Bildende Kunst und 2007 ein Reisestipendium des Bundeslandes Bayern für einen weiteren Aufenthalt in Los Angeles. Dazwischen hatte er den Kunstpreis für Skulptur und Kleinplastik der Stadt Bühl zugesprochen bekommen (2005). 2009 wirkte er als Artist in Residence in Krems an der Donau. Als weiteren Preis nahm er den 2009 zum dritten Mal vom Freiburger Medien-Kunst-Verein artforum3 ausgeschriebene Medienkunstpreis Oberrhein entgegen.
Zum Ende des Jahres 2011 schuf Schuler sein Kunstwerk für den öffentlichen Raum namens Orbi, durch das das Gipfelkreuz des Belchen bis zum 31. August 2012 verhüllt wurde. Die quadratische Säule, in die auf jeder Seite zwei „Augen“ eingeschnitten sind, ist aus 30 Bänken errichtet, die beim Papstbesuch im September 2011 in Freiburg eingesetzt worden waren. Nach einer Zwischenstation in Görwihl fand die Skulptur einen neuen Aufstellungsplatz auf der Ostseite des Schlossbergs in Staufen, wo sie am 28. September 2019 als Leihgabe der Öffentlichkeit übergeben wurde.

„Wie ein unbetretbares Wachhäuschen wird die Skulptur vor dem Fußgänger auf dem Weg zur Burg aufragen. Von oben betrachtet wird der kantige Riese wie eine freundliche kindliche Kiste wirken, die in alle vier Himmelsrichtungen ausschaut. Also: halte deine Augen in alle vier Himmelsrichtungen geöffnet, bleibe nach oben hin offen und frei, habe deinen Standpunkt, lenke deine Blicke auf Schönes und Gutes und wahre das Geheimnis, das du selbst bist!“

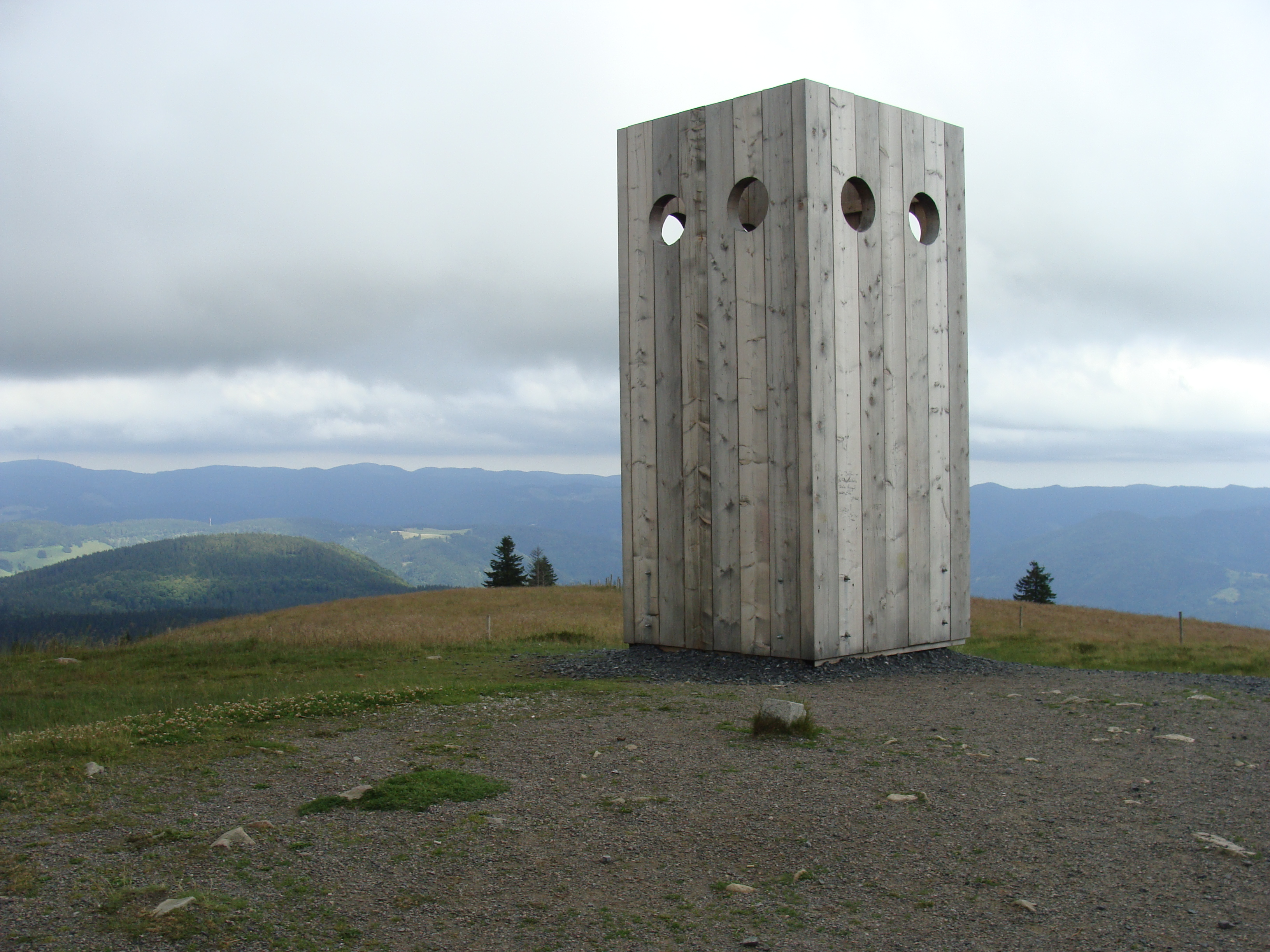
Marco Schuler – Orbi

Marco Schuler lebt und arbeitet bisweilen in Freiburg, hauptsächlich aber im Markgräflerland.

## Stilbeschreibungen
„Die Grenzen Pein und Peinlichkeit, Reflexion und Absurdität konvergierten in den Arbeiten Schulers mit erheblichem ästhetischem Mehrwert, wenn sich der Künstler in einem Windkanal – Windstärke 110 km/h – komplett ankleidet («Schuler zieht sich an», 2000) oder sich so lange in den Boden gräbt, bis er aus dem Bild verschwunden ist – «Schuler gräbt», 2000. Unter der Oberfläche schlichter Versuchsanordnungen, in denen kleine Streichholzmännchen auf beweglichen Bühnen zu Platzhaltern archaischer Rituale werden oder der eigene Körper zum Erkenntnisinstrument mutiert, entfaltet Schuler ein vielfältiges ästhetisches Vokabular zwischen Körper und Gesellschaft, zwischen Intimität und Entäusserung.“

„Von besonderer, ja verwegener Mystik ist das Werk des Künstlers Marco Schuler […].Grenzen auszuloten, diesem seinem Ruf wird der Künstler in der ihm ebenfalls nachgesagten schöpferischen Bandbreite [immer wieder …] gerecht.“

„Im Zentrum der Kunst von Marco Schuler steht das Verhältnis des menschlichen Körpers zum Raum. Seine Skulpturen sind durch eine starke körperliche Präsenz und Direktheit gekennzeichnet. [Er …] verwendet als Ausgangsmaterial für seine Objekte einfache Materialien wie Pappe, Holzlatten, Styropor, Leinwand, Gummi und arbeitet obendrein mit prägnanten Farben.
Einige seiner Skulpturen erinnern formal und farblich an den russischen Konstruktivismus des frühen 20. Jahrhunderts. Zudem wird in ihnen eine Spannung zwischen der Suche nach dem Übersinnlichen und einer unmittelbar körperlich-räumlichen Erfahrung spürbar.“

„In seinen performativen Videos steht der Künstler selbst und seine unmittelbare Körperlichkeit im Mittelpunkt. In den performativen Videos, die Marco Schuler allerdings nie für eine Live Performance, sondern nur als Video inszeniert, führt er meist unter großer körperlicher Anstrengung eine Tätigkeit, aus, die total unnötig ist. Diese Videos sind hintergründig und voller Humor.“

## Einzel- und Gruppenausstellungen (Auswahl)
- 2002: Marco Schuler, Galerie im Tor, Emmendingen; Suchmaschine, Zeppelin Museum, Friedrichshafen; Einblicke, Haus der Kunst, München; Longham Gallery, South Normandie, Los Angeles
- 2003: Stitching Kaus Australis, Rotterdam; TENT – Videos Marco Schuler/Richard Serra, Witte de With, Rotterdam
- 2004: Gruppenausstellung mind the gap – Beachten Sie die Lücke sowie Einzelausstellung, Kunsthaus L6, Freiburg; Speed Up, Grenzerfahrungen des Körpers im Sport und in der zeitgenössischen Kunst, Sportmuseum Schweiz, Basel; Rote Zelle, München; Galerie Foth, Freiburg
- 2005: Atelier Bischoff, Lahr; Here is always somewhere else, Museum Boijmans Van Beuningen, Rotterdam, auch: IDFA (International Documentary Film Festival Amsterdam), Amsterdam; Ehemalige Stipendiaten der Christoph Merian Stiftung Basel, Kunstraum L6, Freiburg
- 2006: YBA, Gagosian-Gallery, Berlin
- 2007: Goethe-Institut, Los Angeles; Stürmen und Stolpern, Häusler Contemporary, München; 10. Triennale Kleinplastik Fellbach, Fellbach; Förderpreis Bildende Kunst der Schering Stiftung, Berlinische Galerie; Zu Haus, Stadt- und Fachwerkmuseum, Eppingen
- 2008: Temperamente auf Papier, Häusler Contemporary, Zürich; Doppelböcke, Galerie Nikolaus Bischoff, Lahr; Gravity in Art, Telic Gallery (Telic Arts Exchange), Los Angeles; Roadrunner, Städtische Galerie Reutlingen; Unter der Sirene, Städtische Galerie Villingen-Schwenningen
- 2009: Zauberberg. Skulpturen und Videos, Häusler Contemporary, Zürich; Sackgesicht, Factory, Kunsthalle Krems; Spring, Friedrichsbau Bühl
- 2010: Fremde Heimat, Kunsthalle Mannheim; Move: Choreographing You, Hayward Gallery, London
- 2011: RAIR#3, Guest House, Rotterdam
- 2012: Orbi, Belchengipfel, Schwarzwald
- 2015: Yolo, Berlin-Weekly (Week 87), Berlin; HOMUNCULI, Kunstverein Weil am Rhein
- 2023: Go! Go! Go!, Kunsthalle Darmstadt[10]

## Werke beinhaltende Sammlungen
- Staatsgalerie Stuttgart
- Lenbachhaus, München
- Pinakothek der Moderne, München
- Städtische Galerie Villingen-Schwenningen
- Zeppelin Museum, Friedrichshafen